# 사이닝 보너스
사이닝 보너스(signing bonus) 또는 사인온 보너스(sign-on bonus)는 회사에서 새로 합류하는 직원에게 주는 1회성 인센티브다. 사이닝 보너스는 계약금이라고도 하며, 사이닝 보너스를 받은 직원은 대체로 몇년간은 다른 회사로 이직할 수 없다. 회사는 능력있는 인재들에게 사이닝 보너스를 지급한다. 사이닝 보너스는 프로 스포츠에서 사용된다.

## 같이 보기
- 선급금
- 보너스 룰